# Ngã Bảy
Ngã Bảy – miasto w południowym Wietnamie, w prowincji Hậu Giang. Powierzchnia: 78,94 km². Ludność: 61 024 mieszkańców.